# 李秀雲
李秀雲（1919年—2001年），臺灣屏東縣竹田鄉頭崙村客家人，台糖員工、台灣攝影家，為舊日六堆客家與農村文化的留有許多影像。

## 生平
1919年，李秀雲生於今日屏東竹田鄉頭崙村。他就讀屏東農校時，對快報上的攝影產生興趣，曾向同學借相機，並從日文雜誌自行摸索攝影和暗房技巧。
李秀雲1939年從農校畢業後，即行走各處，曾派到日本東京工作。二次大戰期間，在高雄杉林庄役場、高雄州農會潮州郡支會協助推廣農業。後由三菱東山產業株式會社指派，赴蘇門達臘推廣棉花栽種、收購日本軍糧。回臺後，他經同鄉前輩推薦，在南州糖廠作原料推廣區主任，之後轉任農務課督導。1964年，45歲的他在妻子的體諒之下，以約等於他四到五個月薪的價格，花費新台幣三千七百元，用貸款購買美能達SR-1單眼相機作為他第一台相機。

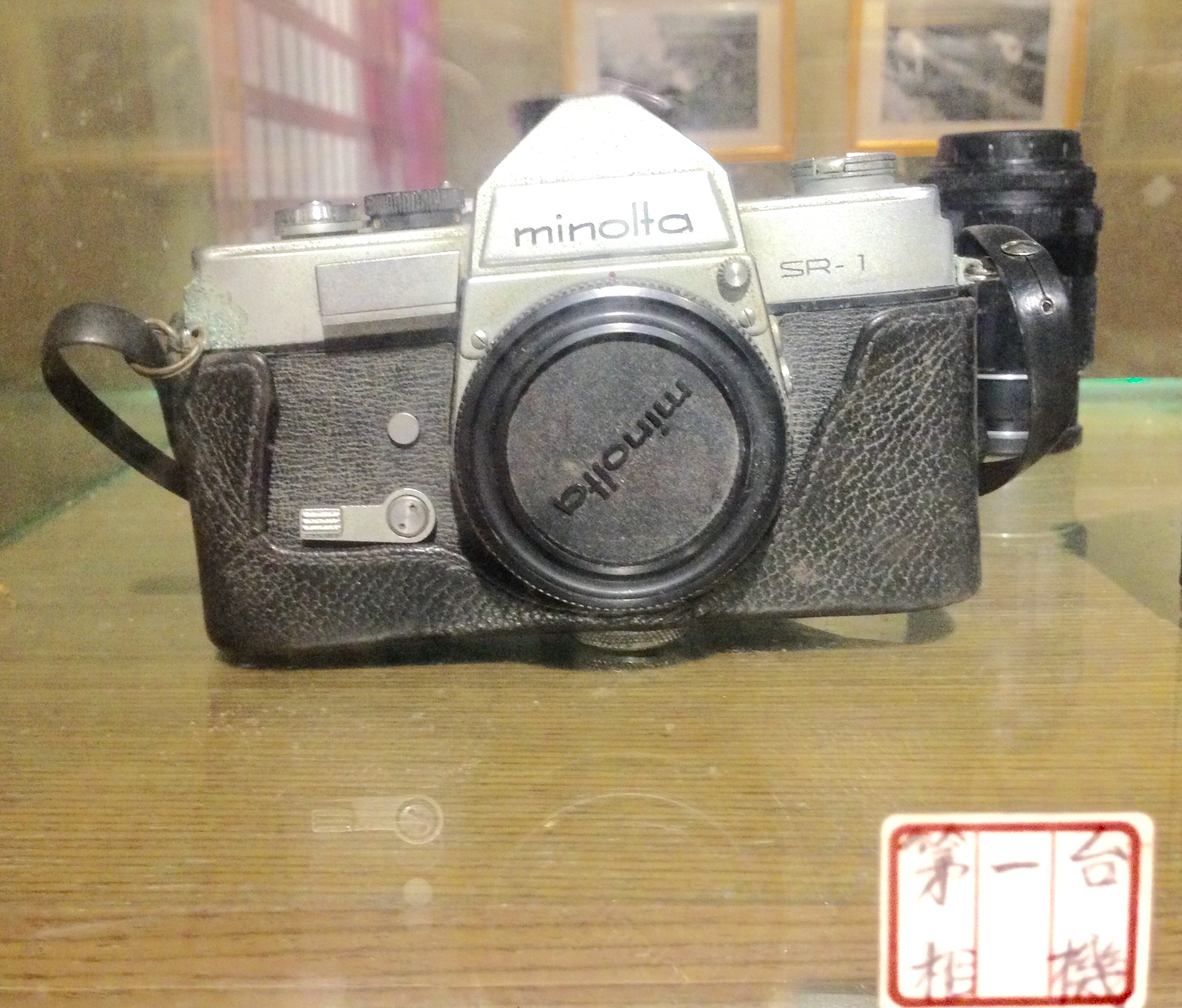
李秀雲第一台相機Minolta SR-1

次年2月，李秀雲與屏東同好們組成名為「單鏡頭攝影俱樂部」的攝影同好會，風格受到日本攝影雜誌提倡寫實主義影響。他因工作要接觸蔗農，所以常就在鄉間村莊裡，並將相機隨身帶著，捕捉各種生活鏡頭，如田裡架起搖籃、小孩照顧小孩的鏡頭，客家人挑擔燒字紙，甚至是拍下自己妻子在灶前炊，以低視角、近距離的鏡頭觀察六堆。與另一創會人劉安明為六堆兩大攝影前輩。
1976年，李秀雲被選為六堆文教基金會第七屆及第八屆董事，負責六堆忠義祠美化及設計庭園，並推動六堆的各項事務。

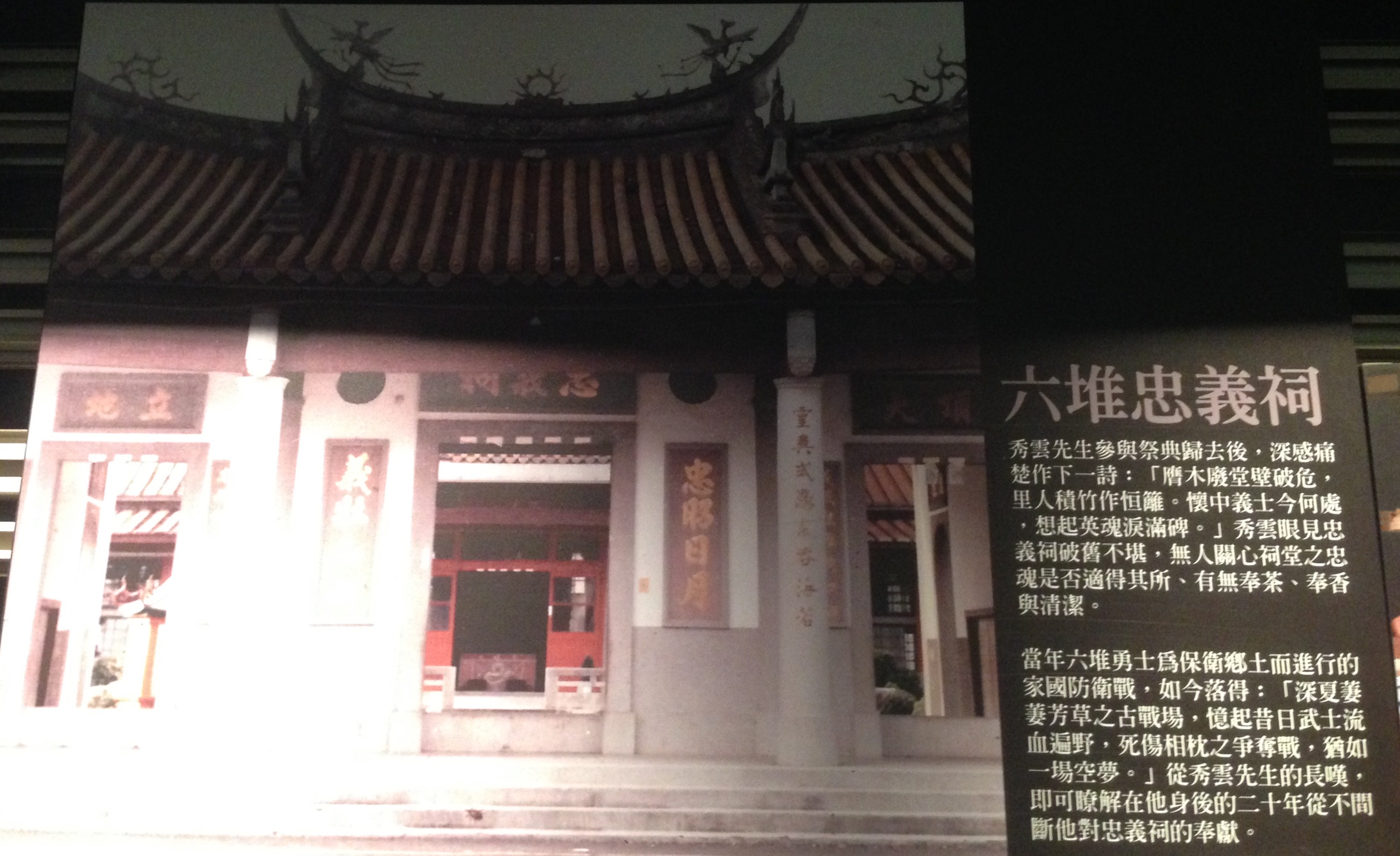
李秀雲感嘆六堆忠義祠荒廢，寫有一詩。

李秀雲常參加各類攝影比賽和展覽，攝影作品展現客家農村生活及六堆文物的特色，舉凡古屋、土地公廟、人物、民俗等等。1992年，當時為大學生的古秀妃參加在美濃舉行的客家夏令營，對李秀雲反映臺灣農業與農民處境的結構性問題的影像紀錄留下深刻印象，也啟蒙了她的社會意識及日後的公共參與。
李秀雲退休後，常幫兒子種蘭花及整理庭園，喜歡練外丹功，關心過美濃水庫的興建爭議、爭取保留竹田車站。屏東縣政府於1996年出版《吾鄉：李秀雲攝影集》。2001年，辭世，遺作由其長子李國男負責管理，同年林磐聳出版其傳記《原鄉．大地－李秀雲》。

## 身後
建於1966年的竹田車站倉庫，2005年被規劃為展出李秀雲的部分攝影作，以及曾使用過的相機和生平介紹，取名為「李秀雲先生攝影紀念館」。客委會也陸續啟動影像數位化資料庫的建置，將諸如北埔的鄧南光、竹田的李秀雲等客家攝影師的資產作完整紀錄。2012年，古秀如與古秀妃姊妹出版李秀雲的攝影集《顯影六堆．李秀雲》。2014年，遺族整修故居，意外發現藏有李秀雲上萬張未曾曝光底片的數十個餅乾盒，交由台南藝術大學音像藝術學院保存及維修。

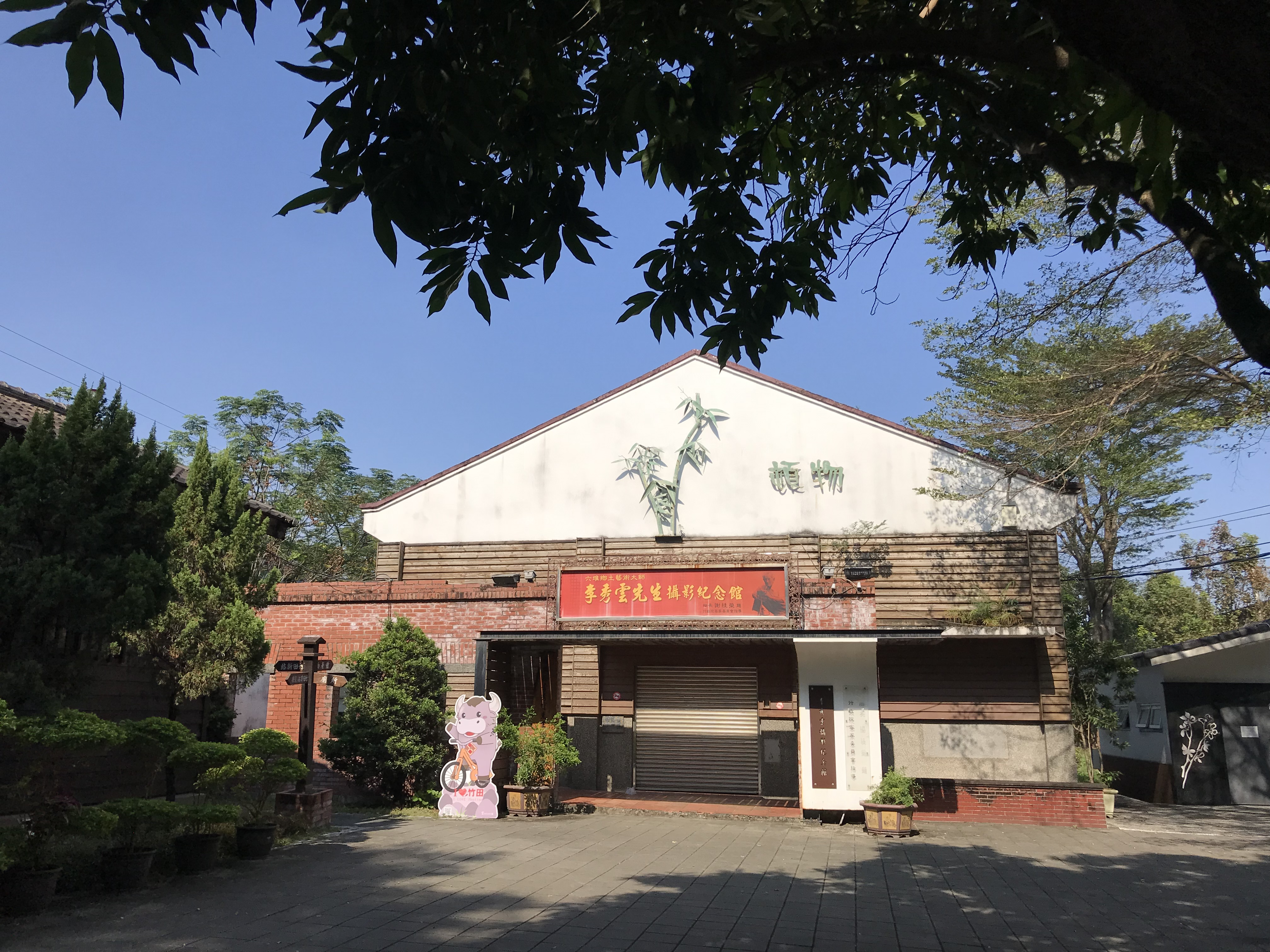
李秀雲先生攝影紀念館

## 家庭
李秀雲於1941年與徐榮娣結婚。育三男一女，長男李國男為佳冬農校教師；二男李國英為早稻田大學理工學部校友，從事於電子業；三子李國禎，於家中經營蘭花業，並作新娘捧花。

## 外部連結
- 李秀雲先生攝影紀念館